# Fátyol Viola
Fátyol Viola (Debrecen, 1983. június 22. –) magyar képzőművész, fotográfus.

## Életpályája
2001–2006 között az egri Eszterházy Károly Főiskola rajz-vizuális kommunikáció tanár szakán tanult. 2006–2011 között a Moholy-Nagy Művészeti Egyetem vizuális kommunikáció–fotográfia szakán tanult. 2010-ben Hollandiában, a rotterdami Willem de Kooning Academie hallgatója volt. 2007–2012 között a MOME vizuális környezetkultúra tanár szakán tanult. 2009-től rendszeresen vesz részt művészeti vásárokon. 2010-től tagja a Fiatal Képzőművészek Stúdiója Egyesületnek és a Fiatal Fotóművészek Stúdiójának. 2012–2015 között a MOME Doktori Iskola Multimédia művészet szakán tanult. 2014 óta a MOME fotográfia szakának oktatója.

## Kiállításai

### Egyéni
- 2008, 2012, 2014-2015, 2017 Budapest
- 2009, 2015 Debrecen
- 2010 Düsseldorf
- 2016 Szentendre, Prága

### Válogatott, csoportos
- 2006 Hatvan
- 2007 Budapest, Milánó
- 2008 Budapest, Székesfehérvár, Miskolc
- 2009 Bécs, Budapest, Szentendre, Szeged, Dunaújváros
- 2010 Budapest, Berlin, Bécs, Köln
- 2011 Budapest, Brüsszel
- 2012 Budapest, London, Brüsszel
- 2013 Bécs, Budapest
- 2014 Budapest, Pécs
- 2015 Dunaújváros
- 2016 Debrecen, Budapest
- 2017 Isztambul, Pécs, Drezda, Budapest
- 2018 Budapest

## Díjai
- 8. Arc óriásplakát és citylight kiállítás, 2. díj (2007)
- Fresh art, Mű – Terem Galéria, Debrecen, fődíj (2008)
- Essl Award, Vienna Insurance Group, Special Invitation (2009)
- Takács Pál-ösztöndíj, MOME (2010)
- Erasmus ösztöndíj, Willem de Kooning Academie, Rotterdam (NL) (2010)
- Nemzeti Kulturális Alap, alkotói támogatás (2011)
- Artist in Residence, Cité Internationales des Arts (Párizs, Franciaország, 2015)
- Pécsi József-ösztöndíj (2016)
- Robert Capa magyar fotográfiai nagydíj (2016)
- Budapest Porfolio Review: Best Portfolio Award (2017)
- Derkovits Gyula képzőművészeti ösztöndíj (2017-2019)